# Wang Wen-tchao
Wang Wen-tchao (čínsky pchin-jinem Wáng Wéntāo, znaky zjednodušené 王文涛, tradiční 王文濤; * květen 1964 Nan-tchung) je čínský politik, od roku 2020 ministr obchodu Čínské lidové republiky ve druhé Li Kche-čchiangově vládě. Předtím v letech 2018–2020 zastával post guvernéra severočínské provincie Chej-lung-ťiang. Dříve také působil jako stranický tajemník Ťi-nanu a Nan-čchangu, a starosta Kchun-mingu.
Byl náhradním členem 18. a 19. ústředního výboru KS Číny a v současnosti je řádným členem 20. ÚV KS Číny.

## Životopis

### Mládí a vzdělání
Wang Wen-tchao se narodil v květnu 1964 v Nan-tchungu ve východočínské pobřežní provincii Ťiang-su. V letech 1981-1985 absolvoval bakalářské studium filozofie na prestižní šanghajské Univerzitě Fu-tan.
V roce 2003 dále na Macajské univerzitě vědy a technologie absolvoval magisterské studium a získal titul MBA.

### Kariéra v provinciích
25. listopadu 2004 se stal úřadujícím starostou Kchun-mingu, hlavního města provincie Jün-nan, přičemž ve funkci nahradil rezignuvšího Čang Čeng-kuoa. Kchunmingské shromáždění lidových zástupců jej poté řádně zvolilo 25. února 2005. Ve funkci setrval do 21. května 2007, kdy jej nahradil Čang Cu-lin. V červnu 2007 se vrátil do Šanghaje, kde zaujal post místostarosty, resp. úřadujícího starosty šanghajského obvodu Chuang-pchu, a zástupce stranického tajemníka obvodu. V červenci 2007 byl následně jmenován starostou, jímž poté zůstal do června 2008. Od února 2008 byl zároveň tajemníkem výboru KS Číny v obvodu Chuang-pchu, přičemž ve funkci setrval až do dubna 2011. V této době byl Wang Wen-tchao také krátce kolegou Si Ťin-pchinga, který v roce 2007 zastával post stranického tajemníka Šanghaje.
23. dubna 2011 byl jmenován stranickým tajemníkem Nan-čchangu, hlavního města provincie Ťiang-si, a zároveň také členem stálého výboru ťiangsiského provinčního výboru KS Číny. Na XVIII. sjezdu Komunistické strany Číny na podzim 2012 byl zvolen kandidátem 18. ústředního výboru KS Číny. V čele Nan-čchangu zůstal do 25. března 2015, kdy jej vystřídal Kung Ťien-chua.
Wang Wen-tchao byl bezprostředně přesunut na post stranického tajemníka Ťi-nanu, hlavního města provincie Šan-tung. Tam nahradil dosavadního tajemníka Wang Mina, který byl odvolán kvůli korupčnímu jednání; Wang Min byl později vyloučen z KS Číny a odsouzen ke 12 letům vězení. V dubnu 2017 byl Wang Wen-tchao dále povýšen a jmenován zástupcem tajemníka šantungského provinčního výboru KS Číny. V říjnu 2017 byl na XIX. sjezdu KS Číny zvolen kandidátem, resp. náhradním členem 19. ústředního výboru strany. Ve funkci stranického tajemníka Ťi-nanu, stejně jako dalších stranických funkcích v provincii Šan-tung, setrval do 25. března 2018. Během Wang Wen-tchaova působení v Ťi-nanu dosáhly hlavní ekonomické ukazatele města nejvyšších úrovní od roku 2000, což vedlo k posílení jeho reputace.
26. března 2018 byl jmenován viceguvernérem, resp. úřadujícím guvernérem severočínské provincie Chej-lung-ťiang. Ve funkci nahradil Lu Chaa, který byl jmenován ministrem přírodních zdrojů. Chejlungťiangské provinční shromáždění lidových zástupců, provinční zákonodárný sbor, Wang Wen-tchaa formálně zvolilo guvernérem 15. května 2018. Guvernérem Chej-lung-ťiangu zůstal do 24. prosince 2020.

### Vládní působení
26. prosince 2020 byl jmenován ministrem obchodu Čínské lidové republiky a stal se tak členem druhé Li Kche-čchiangovy vlády. Předtím, již na začátku prosince, byl jmenován stranickým tajemníkem ministerstva, což předznamenalo eventuální ministerskou výměnu. Ve funkcích nahradil Čung Šana, který dosáhl důchodového věku 65 let.
Na XX. sjezdu Komunistické strany Číny v říjnu 2022 byl zvolen členem 20. ústředního výboru.